# Orvar Odds saga

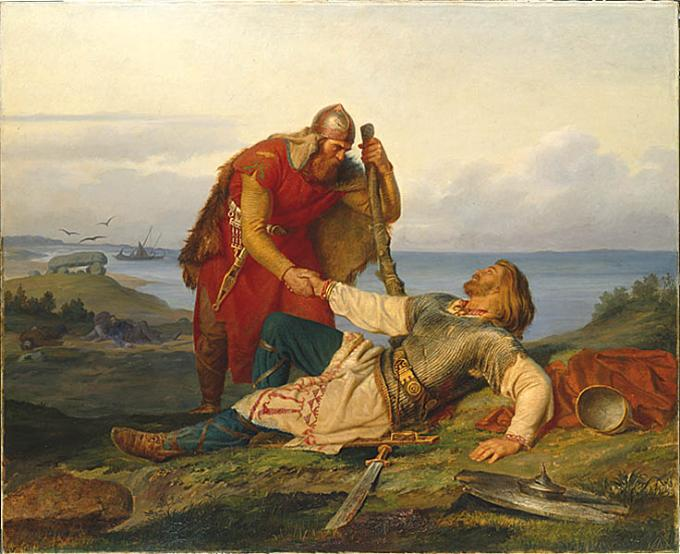
Den döende Hjalmars avsked av Orvar Odd efter striden på Samsö. Oljemålning av Mårten Eskil Winge 1866.

Orvar Odds saga är en av de äldsta fornaldarsagorna. Den kretsar kring de osannolika äventyren för centralgestalten, den norske sagohjälten Orvar Odd.
Orvar Odd fick sitt tillnamn – Pil-Odd – på grund av de magiska pilar han ägde. Under en färd till Finnmarken och Bjarmaland mötte han jättekvinnor, vikingar och bärsärkar, och ingick under färden fostbrödralag med Hjalmar den hugstore och var den som fick uppdrag att efter Hjalmars död på Samsö föra meddelandet därom till Ingeborg.